# Legionella pneumophila
Legionella pneumophila és un eubacteri gramnegatiu prim, pleomòrfic, flagel·lat del gènere Legionella. L. pneumophila és el patogen humà primari en aquest grup i és l'agent causal de la legionel·losi o la malaltia dels legionaris. L. pneumophila és morfològicament un bacil sense càpsula no acidoresistent, no esporulat, i aeròbic i incapaç d'hidrolitzar gelatina o produir ureasa i no són fermentadors. L. pneumophila no conté pigments ni produeix autofluorescència. És oxidasa negatiu i catalasa positiu i produeix beta lactamasa.

## Caracterització
Mentre L. pneumophila és classificat com un organisme gramnegatiu, es tenyeix dèbilment a causa del seu contingut únic en lipopolisacàrids a l'exterior de la paret cel·lular exterior. En les cadenes laterals de la paret cel·lular determinen l'especificitat de l'antigen somàtic d'aquests organismes. La composició química d'aquestes cadenes laterals tant pel que fa als monòmers de sucres com la seva disposició determina la natura de l'antigen O, que són cabdals en la classificació serològica de diversos bacteris gramnegatius. Com a mínim s'han descrit 35 serovars diferents de L. pneumophila així com es realitza en altres espècies.
Els sèrums s'han utilitzat tant per a estudis d'aglutinació així com per a la descoberta directa de bacteris en teixits usant anticossos fluorescents. L'anticòs específic en pacients pot determinar-se per la prova indirecta d'anticossos fluorescents. ELISA i les proves de microaglutinació també han estat aplicades amb èxit.
L. pneumophila és un bacteri intracel·lular facultatiu que pot envair i duplicar-se dins d'amebes i, en humans, en macròfags. Amoeba spp. serveix de reservori de L. pneumophila i també proporciona protecció enfront l'estrès mediambiental com la cloració. La internalització dels bacteris es pot veure potenciada per la presència d'anticossos i del complement, però no és imprescindible. Un pseudopodi es cargola al voltant del bacteri en una forma única de fagocitosi. Un cop interioritzats, els bacteris s'envolten en un vacúol lligat a membrana que no es fusiona amb els lisosomes que degradarien altrament els bacteris. Els bacteris es multipliquen en aquest compartiment protegit. Els bacteris utilitzen un sistema de secreció tipus IVB conegut com a Icm/Dot per injectar proteïnes efectores a l'hoste. Aquests efectors estan implicats en l'augment la capacitat dels bacteris per sobreviure dins de la cèl·lula de l'hoste. La supervivència és reforçada per aquestes proteïnes efectores (proteïnes Ank) perquè interfereixen amb la fusió del vacúol que conté la legionel·la amb la degradació dels endosomes de l'amfitrió.
Tenen un sistema de secreció tipus IV que secreta una metal·loproteasa de 39 kDa al líquid de cultiu, que és citotòxic per a algunes cèl·lules de teixits cultivades. El sistema de secreció tipus IV és igualment necessari per a una plena virulència. La natura patògena de L. pneumophila fou reconegut després del brot de 1976 en un grup d'homes ancians que assistien a una convenció de la Legió americana a Filadèlfia, Pennsilvània (per això el nom la malaltia de legionaris). Aquest brot afectà més de 200 persones, amb 34 morts. És important destacar que no s'ha pogut demostrar la transmissió persona a persona.

## Genòmica
La determinació i publicació de les seqüències completes de genomes de tres aïllaments clínics que L. pneumophila del 2004 preparà el camí per a la comprensió de la biologia molecular de L. pneumophila en particular i de legionel·la en general. En profunditat i usant l'anàlisi comparativa de genomes varietats d'ADN per estudiar el contingut de gens de 180 soques de legionel·la revelà l'alta plasticitat de genomes i la freqüent transferència horitzontal de gens. S'aconseguí una idea més profunda del cicle vital de L. pneumophila investigant el perfil de l'expressió gènica de L. pneumophila en Acanthamoeba castellanii, el seu hoste natural. L. pneumophila exhibeix un cicle vital bifàsic i defineix diferents expressions gèniques segons si es troba en la fase transmissiva o replicativa.